# Arectus bidwillius
Arectus bidwillius är en spindeldjursart som beskrevs av David C.M. Manson 1984. Arectus bidwillius ingår i släktet Arectus och familjen Eriophyidae. Inga underarter finns listade i Catalogue of Life.